# António José Seguro
António José Martins Seguro (* 11. März 1962 in Penamacor) ist ein portugiesischer Politiker der Partei Partido Socialista.

## Ausbildung
Seguro studierte Unternehmensmanagement an der Hochschule für Arbeitswissenschaften in Lissabon, schloss die licenciatura jedoch in Internationalen Beziehungen an der Autonomen Universität Lissabon ab. Dort arbeitet er offiziell bis heute als wissenschaftlicher Angestellter.

## Abgeordneter
1990 wurde Seguro zum Generalsekretär der Jugendorganisation der portugiesischen Sozialisten, der Juventude Socialista, gewählt. Das Amt hatte er bis 1994 inne. Von 1991 bis heute ist Seguro zudem Abgeordneter in der Assembleia da República. Von 1999 bis 2001 hatte Seguro ein Mandat als Abgeordneter im Europäischen Parlament, dort schrieb er unter anderem am „Bericht des Europäischen Parlaments über den Vertrag von Nizza und der Zukunft der Europäischen Union“ mit. Sowohl im Kabinett Guterres I wie im Kabinett Guterres II hatte Seguro Ämter inne, im letzteren war er „Assistent des Premierministers im Range eines Ministers“.
Von 2002 bis 2004 leitete er das Büro für wissenschaftliche Untersuchungen der Partido Socialista, daraufhin wurde er wieder in die Assembleia da República gewählt. In der 10. Legislaturperiode leitete er die sozialistische Fraktion und war Vorsitzender des parlamentarischen Ausschusses für Bildung und Wissenschaft. In der 11. Legislaturperiode war er Vorsitzender des Ausschusses für Wirtschaft, Innovation und Energie.
Nach dem Rücktritt von José Sócrates wählte ihn die Delegierten der Partido Socialista am 24. Juli 2011 mit 67,98 Prozent der Stimmen zum neuen Generalsekretär der Partei im Range eines Vorsitzender. Sein einziger Konkurrent, Francisco Assis erhielt 32,02 Prozent der Stimmen.
Aufgrund einer parteiinternen Urabstimmung der PS-Mitglieder musste Seguro den Titel des PS-Generalsekretärs im Frühjahr 2015 an seinen Konkurrenten António Costa abgeben.